# Alexeevca, Găgăuzia
Alexeevca (sau Alexeeni) este un sat din comuna Svetlîi din Unitatea Teritorială Autonomă Găgăuzia, Republica Moldova.

## Demografie

### Structura etnică
Structura etnică a localității conform recensământului populației din 2004:
| Grup etnic                    | Populație | % Procentaj |
| ----------------------------- | --------- | ----------- |
| Găgăuzi                       | 130       | 33,51%      |
| Ucraineni                     | 92        | 23,71%      |
| Băștinași declarați Moldoveni | 75        | 19,33%      |
| Ruși                          | 49        | 12,63%      |
| Bulgari                       | 36        | 9,28%       |
| Alții                         | 6         | 1,55%       |
| Total                         | 388       |             |